# Reggenza di Pidie Jaya
La reggenza di Pidie Jaya è una reggenza (in indonesiano: kabupaten) dell'Indonesia, situata nella provincia di Aceh.
Il capoluogo della reggenza è Meureudu.